# زكي باشا
زكي باشا المدير أو زيكي باشا أو زكي كولاس أو محمد زكي باراز ( (بالتركية: Halepli Zeki Paşa)‏ . 1862-1943)، المعروف باسم زكي برازا Kolaç Kılıçoğlu بعد اعتماد قانون الألقاب؛ هو عسكري برتبة مشير في الجيش العثماني شارك في الحرب العالمية الأولى وفي حروب البلقان .
تخرج من الأكاديمية العسكرية العثمانية في عام 1883 وكلية الأركان في عام 1887.  في عام 1894 ، كقائد الفيلق الرابع ، تم توشيحه لمشاركته خلال مذبحة ساسون .   
في 1912-1913 ، أصبح قائدًا لجيش فاردار خلال حرب البلقان الأولى . قام بشن معركة كومانوفو ضد صربيا امتثالا لأمر ناظم باشا ، رئيس أركان الجيش العثماني 